# Phylloscartes chapmani
Phylloscartes chapmani là một loài chim trong họ Tyrannidae.